# إدوارد س. برادو
إدوارد س. برادو (بالإنجليزية: Edward C. Prado) هو محامي وقاضي أمريكي، ولد في 7 يونيو 1947 في سان أنطونيو في الولايات المتحدة.

## وصلات خارجية
- إدوارد س. برادو على موقع إن إن دي بي (الإنجليزية)